# 日本電氣

1963至1992年的NEC標誌

日本電氣（日语：／ nippon denki，前稱），简称日電、，中文又譯為恩益禧（台灣使用），是日本一家跨国信息技术公司，总部位于東京都港区。其英文全稱原為，1983年改採簡稱名為「NEC」。NEC是住友集团的成员。
NEC为商业企业、通信服务提供信息技术（IT）和网络产品。它的经营范围主要分成三个部分：解决方案、网络解决方案和电子设备。解决方案主要是向商业企业和个人用户提供软件、硬件和相关服务。网络解决方案主要是设计和提供宽带系统、移动和无线通信网络系统、移动电话、广播和其他系统。NEC的电子设备包括半导体、显示器以及其他的电子器件。NEC还生产面向国际市场的Versa系列笔记本电脑和面向日本国内市场的LaVie系列笔记本电脑。NEC还是地球模拟器的发明者，它曾经是世界上最快的超级计算机。

## 历史

### 早期发展

#### 公司概况

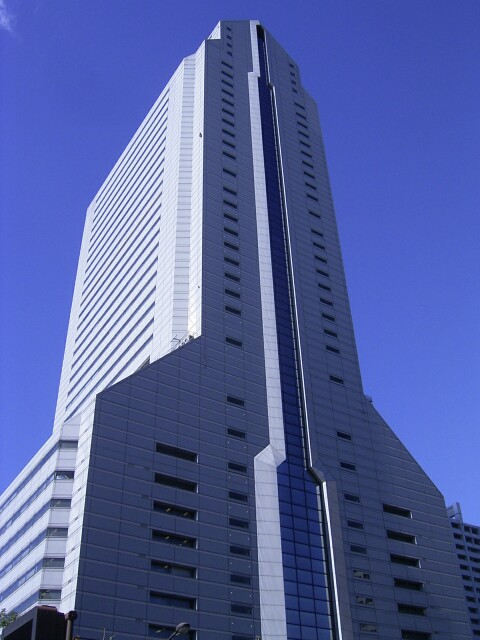
日本電氣總部大樓，又名“NEC Supertower”，1986年11月開工，1990年1月完工

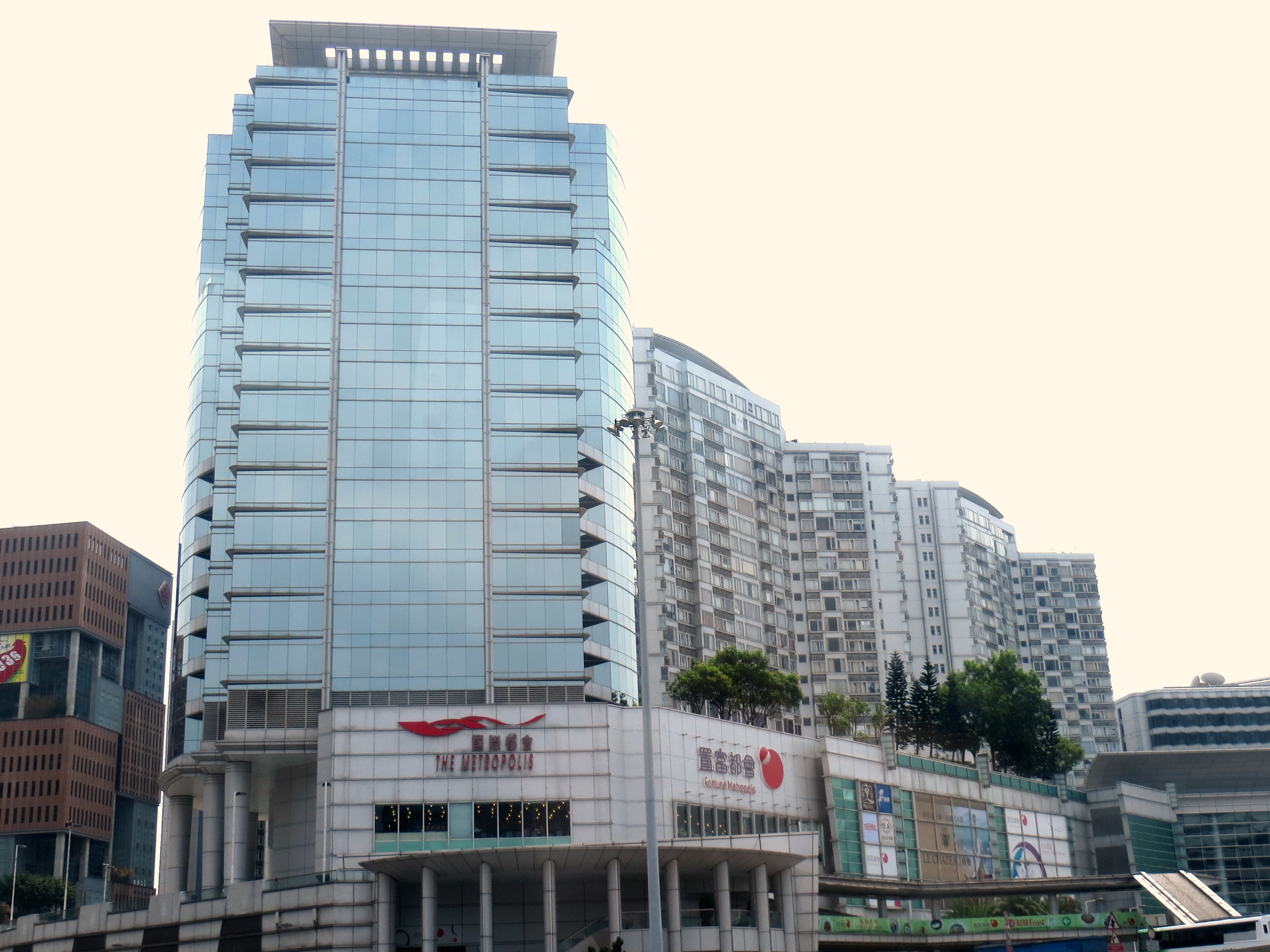
日本電氣香港辦事處設於紅磡都會大廈

1898年8月31日，岩垂邦彥和前田武四郎在购买三好电气制造公司设备的基础上，共同建立了日本电气股份有限公司。岩垂是股东代表，前田则负责公司销售。沃爾特·田尼·卡爾頓是对日本电话市场有兴趣的西部電氣公司（Western Electric）的代表，同时也负责三好电气的设备革新。
1899年7月17日，有西部电气公司参股的日本电气有限公司成立，这也是日本第一家与外国资本合资的公司。岩垂被任命为常务董事，欧内斯特·克莱门特（Ernest Clement）和卡尔顿被任命为董事。前田和Mototeru Fujii被指派担任审计员。岩垂、前田和卡尔顿负责整个公司的经营。

#### 早期产品
NEC最早从事的是电话和开关的生产、销售和维护。1901年，为了使生产设备现代化，NEC在三田四国町开工建设三田工厂，并于1902年12月完工。1903年，交通部（the Ministry of Communications）也采用了新技术，即通用电池开关板。通用电池开关板的使用取消了电话对永磁体发生器的要求。开关板最初由国外进口，但到了1909年改为国内制造。NEC于1904年开始向中国出口电话机。

#### 管理革新
1905年，岩垂开始改变工厂管理方针。他参观了西部电气公司并观看了它们的管理和生产控制。回日本后，他废除了“親方”系统，取而代之的是一个新的系统，即所有的管理者和员工都是公司的直接雇员。生产过程中无效的工序被取消。公司以高薪为激励来提高员工效率。新的收入和支出控制被采用并安装了时钟。

#### 日本电话服务的扩张
1899年至1907年期间，日本电话用户从35,000上升为95,000。1908年，在中日有关电话电报的协议下，NEC进入中国市场。它们还进入韩国市场并于1908年1月在首尔建立办事处。1907年至1912年期间，销售收入从160万日元增至200万日元。日本电话服务的扩张成为NEC事业成功的一个关键。
1913年3月，交通部推迟第三次电话服务的扩展计划。这使得120,000潜在电话用户無法裝機。NEC的销售在1913年至1915年间下降60%。在这段时间里，岩垂开始引进一些新的事物，包括电风扇、厨房用具、洗衣机和真空吸尘器，而在此之前日本从未有过电风扇。1916年，日本重新开始电话扩展计划，从而新增75,000用户和32,600公里的长途电话线。多亏第三次扩展计划，NEC在其它日本工业走下坡路的时候得到巨大的发展。

#### 与住友的联合
1919年，NEC开始了与住友的第一次联合。住友电线制造所（Sumitomo Densen Seizosho）是一家生产电线的公司。NEC向其提供电线制造设备，与西部电气公司双方共同拥有的电线专利也被转让给了住友电线（Sumitomo Densen）。

#### 关东大地震
1923年的关东大地震使日本遭受沉重打击，140,000人遇难，340万人无家可归。NEC有四家工厂被毁，105名工程师和工人遇难。东京有13间电信局在大火中毁灭，电话和电报因电话线受损而中断。作为应对，交通部加速了安装自动电话交换系统和无线电广播的计划。第一种自动转接系统是由英国的自动电话制造公司（Automatic Telephone Manufacturing Co.；ATM）生产的。NEC参与了自动交换系统的安装并最终成为ATM的销售代理商。1924年，NEC发展出自己的自动交换系统。

### 稳定增长

#### 无线电广播
1924年，NEC开始开展无线电通信业务。日本第一家无线电广播公司“东京广播局”（NHK）建于1924年，并于1925年开始广播。NEC从西部电气公司引进了广播设备。无线电广播扩展到大阪和名古屋，标志着无线电通信开始作为一种产业出现了。1924年，NEC建立了无线电通信研究。1925年开始发展电子管。到1930年，NEC生产出了公司第一台500W的无线电广播发射机。1934年，它们为中国满洲的新京广播站提供了一套100KW的无线电广播系统。

#### 图片传真设备
图片传真（photo-telegraphic）设备由NEC发明并在裕仁天皇的登基仪式上使用。仪式于1928年在京都举行，朝日新闻和每日新闻两家报纸就此展开竞争。朝日新闻原打算使用西门子设备，而每日新闻则打算使用法国的图片传真设备。最终，两家报纸都采用了NEC的产品，因为它的速度快、图片质量高。

#### 微波研究
1939年，NEC在多摩川工厂建立了一个研究试验室，从而成为第一家成功测试微波多元通信（microwave multiplex communications）的日本企业。

### 国内增长
NEC从1950年开始研发晶体管。

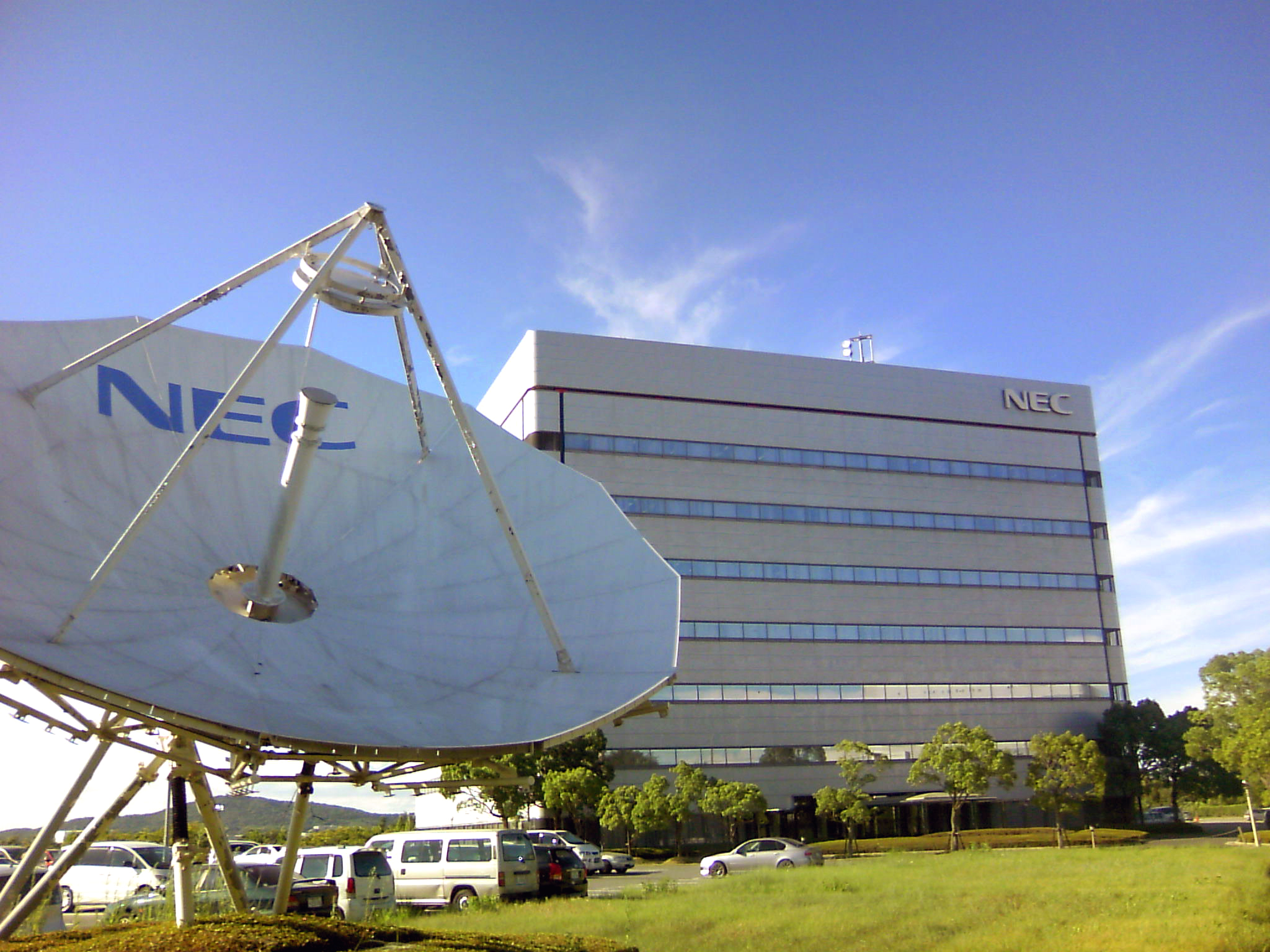
NEC研發中心

1951年，它们开始向韩国出口无线电广播设备。
1952年，NEC因其在质量控制方面的出色表现而被授予戴明奖（the Deming prize）。
1954年，开始计算机的研发。NEC生产了日本第一台交错式交换系统（crossbar switching system）。
1956年，该系统被日本电信电话公社（NTTPC）采用。同年，NEC开始与NTTPC联合研发电子交换系统。
1958年，NEC建立了台湾公司（Taiwan Telecommunication Company），这是其战后在海外建立的第一家合资企业。
同年，NEC研制出NEAC-1101和NEAC-1102计算机。
1959年，NEC推出了公司第一款晶体管计算机“NEAC-2201”。
1960年，公司开始了集成电路的研发。
1963年，NEC开始以美国存托凭证（American Depositary Receipts）的形式交易，在美国销售收入达1000万。同年，建立日本电气纽约公司（今日本电气美国公司）。

### 全球扩张

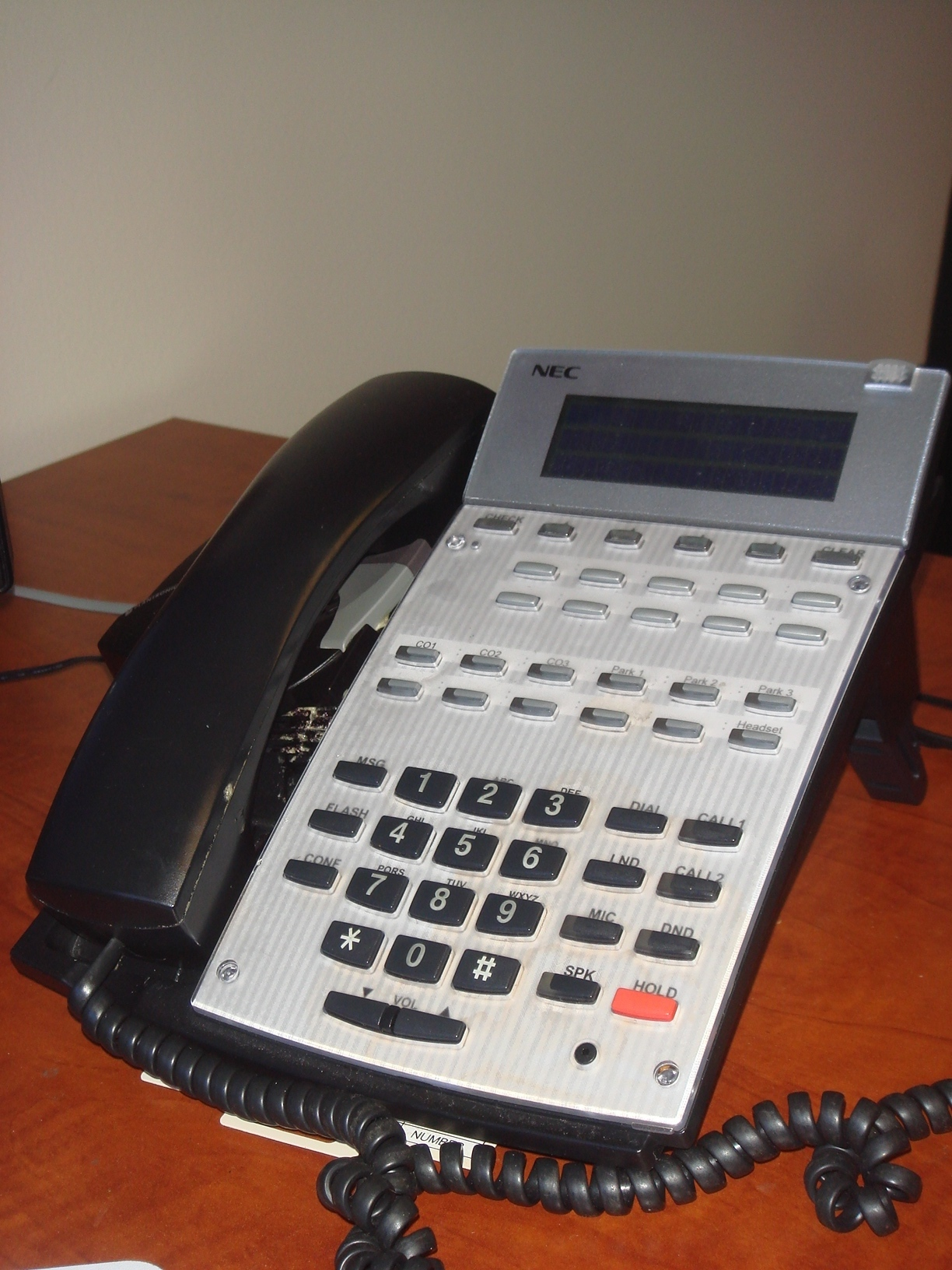
NEC電子總機電話

1964年，NEC向KDD(今KDDI）提供了铺设在太平洋的海底光缆系统。
1968年至1969年，日本电气墨西哥公司、日本电气巴西公司、日本电气澳大利亚公司分别成立。
1971年，NEC向美国通信卫星公司（Comsat Corporation）提供了SPADE卫星通信系统。
1972年，瑞士向NEC订购了一套卫星通信地面工作站。同年，一个小型可移动的卫星通信地面工作站在中国建立。
1973年，NEC的普通股在阿姆斯特丹证券交易所上市。同年，为日本放送协会（NHK）设计了一套自动广播系统。日本电气（欧洲）股份有限公司建立。
1974年，推出ACOS系列计算机。
1975年，新中央研究所建立。
1977年，日本宇宙开发事业团（Japan's National Space Development Agency）（NASDA）发射了一颗NEC的名为“向日葵”的地球同步气象卫星。

### C&C时代开始

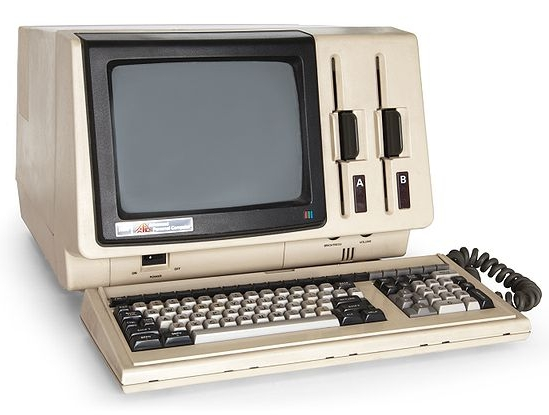
1982年NEC APC電腦

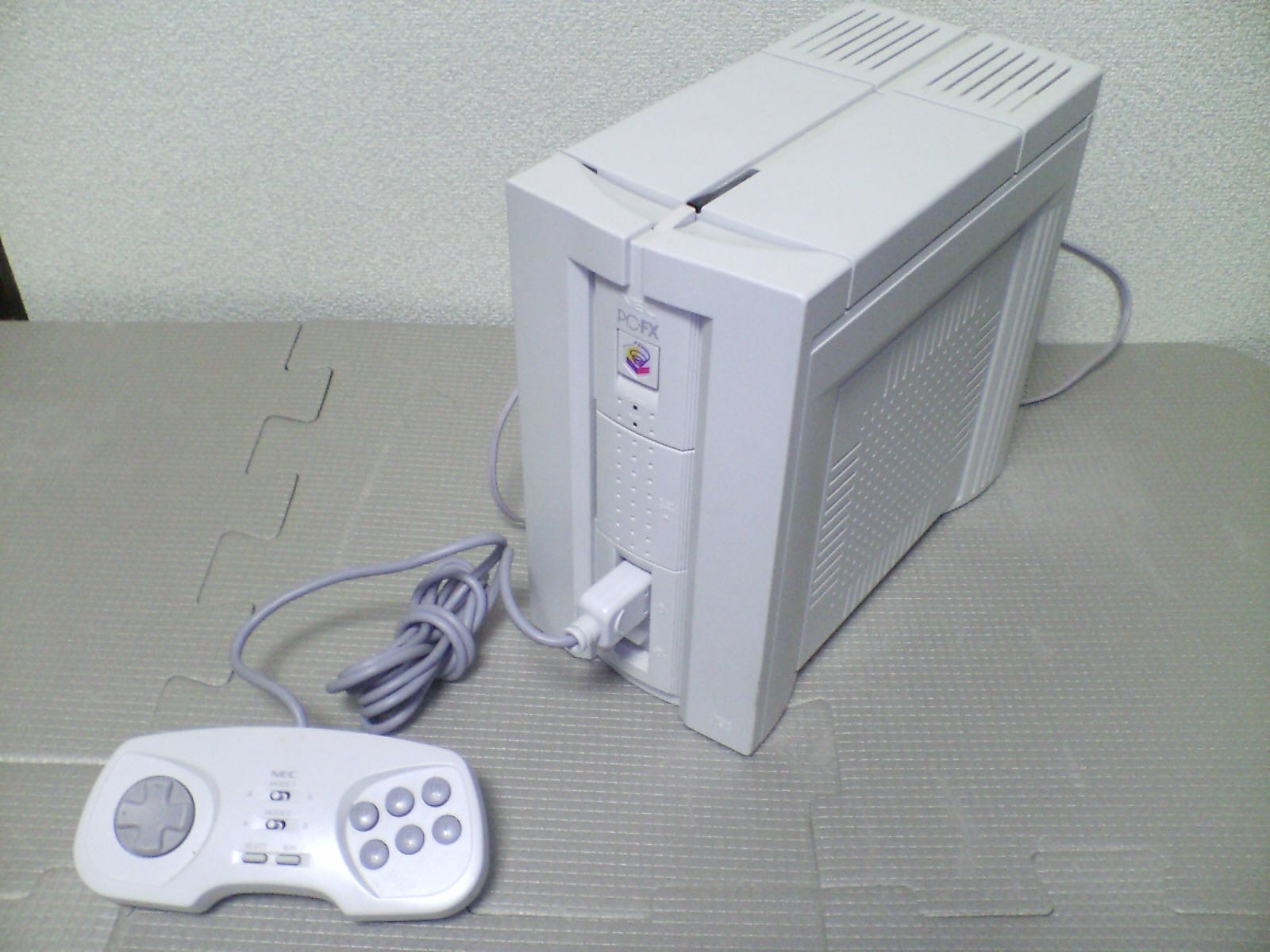
PC-FX遊戲機

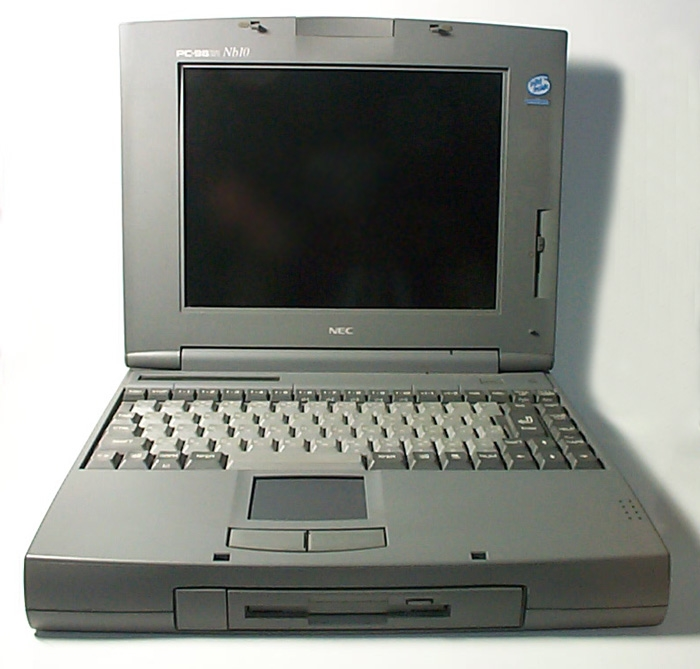
PC-9821電腦

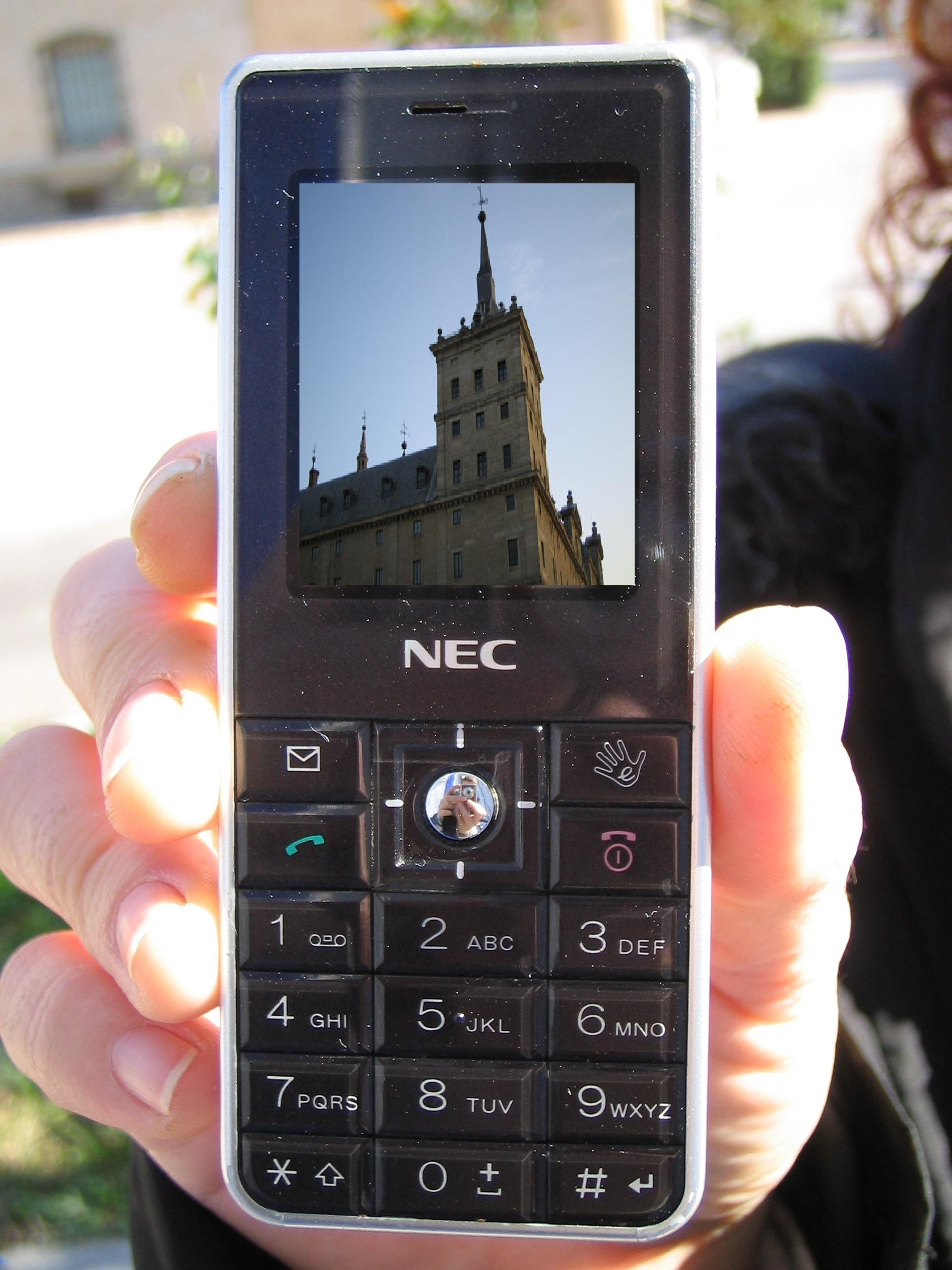
NEC n343i手機

在这段时期，NEC引进了C&C概念，即“计算机与通信”（Computer & Communication）。
1978年，日本电气美国公司在德克萨斯州达拉斯的工厂投入使用，开始制造专用自动交换分机（PABX）和电话系统。同年，收购加利福尼州Electronic Arrays,Inc.，开始在美国生产半导体芯片。
1980年，NEC发明第一款数字信号处理器（digital signal processor）µPD7710。
1981年，NEC的股票在伦敦证券交易所上市。同年，日本电气半导体（英国）有限公司建立，生产大规模集成电路（LSI）和超大规模集成电路（VLSI）。
1982年，NEC推出16位的个人计算机系列“PC-9800”。
1983年，NEC股票在巴塞尔、日内瓦和苏黎世上市交易。同年，NEC更换了公司的英文名称。
1984年，日本电气信息系统有限公司开始在美国生产计算机及相关产品。同样，推出了V系列处理器。
1986年，NEC向休斯顿高级研究中心（Houston Advanced Research Center）（HARC）提供了一台SX-2超级计算机。同样，数字交换系统NEAX61投入使用。
1987年，日本电气技术（英国）有限公司在英国建立，开始为欧洲市场生产录像机、打印机和彩色电视机。
1987年，成立日本電氣 Home Electronics（NEC Home Electronics）有限公司，進軍家庭娛樂及多媒體事業，並與遊戲軟體廠商Hudson Soft合作開發電視遊戲主機PC Engine。
1988年，為PC Engine推出周邊機器CD-ROM²，為全球首部以唯讀光碟作媒體的家庭遊戲設備。
1989年，日本电气美国公司变更为北美业务的控股公司。

### C&C时代
1990年，NEC新的总部办公楼“日本電氣總部大樓”（又名“NEC Supertower”）投入使用。同时，在中国建立合资企业，开始生产和销售数字电子交换系统和大规模集成电路。
1993年，NEC的异步传输模式（asynchronous transfer mode）（ATM）交换系统在美国投入应用。同年，作为欧洲业务控股公司的日本电气欧洲有限公司成立。
1994年，推出PC-FX遊戲主機。
1996年，日本电气欧洲有限公司C&C研究所在德国开张；日本电气（中国）有限公司作为中国业务的控股公司成立。
1997年，NEC推出4G的动态随机存取存储器（DRAM），同时公司的半导体团队被授予第一届日本质量奖（Japan Quality Awards）。
1998年，NEC的世界最先进的半导体研发中心落成。

### 新世纪
1999年，NEC庆祝其成立100周年。
2002年，日本电气电子公司（NEC Electronics Corporation）从日本电气公司中分离出来，成为一家新的半导体公司。NEC制造了地球模拟器计算机（Earth Simulator Computer，ESC），这是2002年至2004年间世界上运行速度最快的超级计算机。
2011年1月27日，聯想集團和NEC成立NEC联想日本集团，并构建名为联想NEC控股B.V.的新公司，在荷兰注册。据协议，联想将持有新公司51%股份，而NEC将持有49%，合資交易將在2011年6月30日完成。
2013年7月31日，NEC宣布正式結束旗下智能手機業務，停止開發新產品，以專注解決方案及IT支援的業務發展策略。
2018年1月NEC斥資4.75億英鎊收購英國IT服務公司Northgate Public Services。
2018年12月27日NEC斥資80億丹麥克朗，相當於12.2億美元，向美國私募公司Advent
International收購丹麥最大的IT公司KMD A/S (KMD)的控股公司KMD Holding ApS。

## 超级计算机
- 1986年，SX-2
- 1990年，SX-3
- 1994年，SX-4
- 1999年，SX-5
- 2002年，SX-6
- 2002年，地球模拟器
- 2005年，SX-8

## NEC旗下的球隊與選手
- 現有的球隊與選手
  - NEC紅火箭（女子排球、V-Legaue）
  - NEC綠火箭（橄欖球、Japan Rugby Top Legaue）
  - 福嶋晃子（女子高爾夫球選手）
  - 瀨川晶司（將棋棋士、原先在NEC相關企業工作）
- 過去所屬的球隊或選手
  - NEC藍火箭（男子排球隊、V-Legaue、2009年休隊）
  - NEC紫火箭（女子籃球隊、日本Legaue、1997年解散）
  - 山形山神（原為NEC山形足球隊、J-Legaue・J1=在制服上現在仍然有NEC的LOGO表示）
  - 山下訓史（田徑選手、三級跳的日本紀錄保持者）
  - 増田明美（馬拉松選手、1986年 - 1992年所属）
  - 淺越忍（網球選手、2006年引退）
  - 清水宏保（1994年冬季奧運及2000年冬季奧運的競速滑冰選手、1998年4月 - 2008年3月隸屬NEC）
  - 吉冨桂子（2004年奧運代表女子羽球選手、隸屬舊九州日本電氣、現在在Renesas SKY擔任教練）
  - 末綱聰子（北京奧運代表女子羽球選手、隸屬舊NEC SKY、現隸屬Renesas Sky、2010年4月離開所屬集團）
  - 前田美順（北京奧運代表女子羽球選手、隸屬舊NEC SKY、現隸屬RenesasSKY、2010年4月離開所屬集團）

## 海外公司

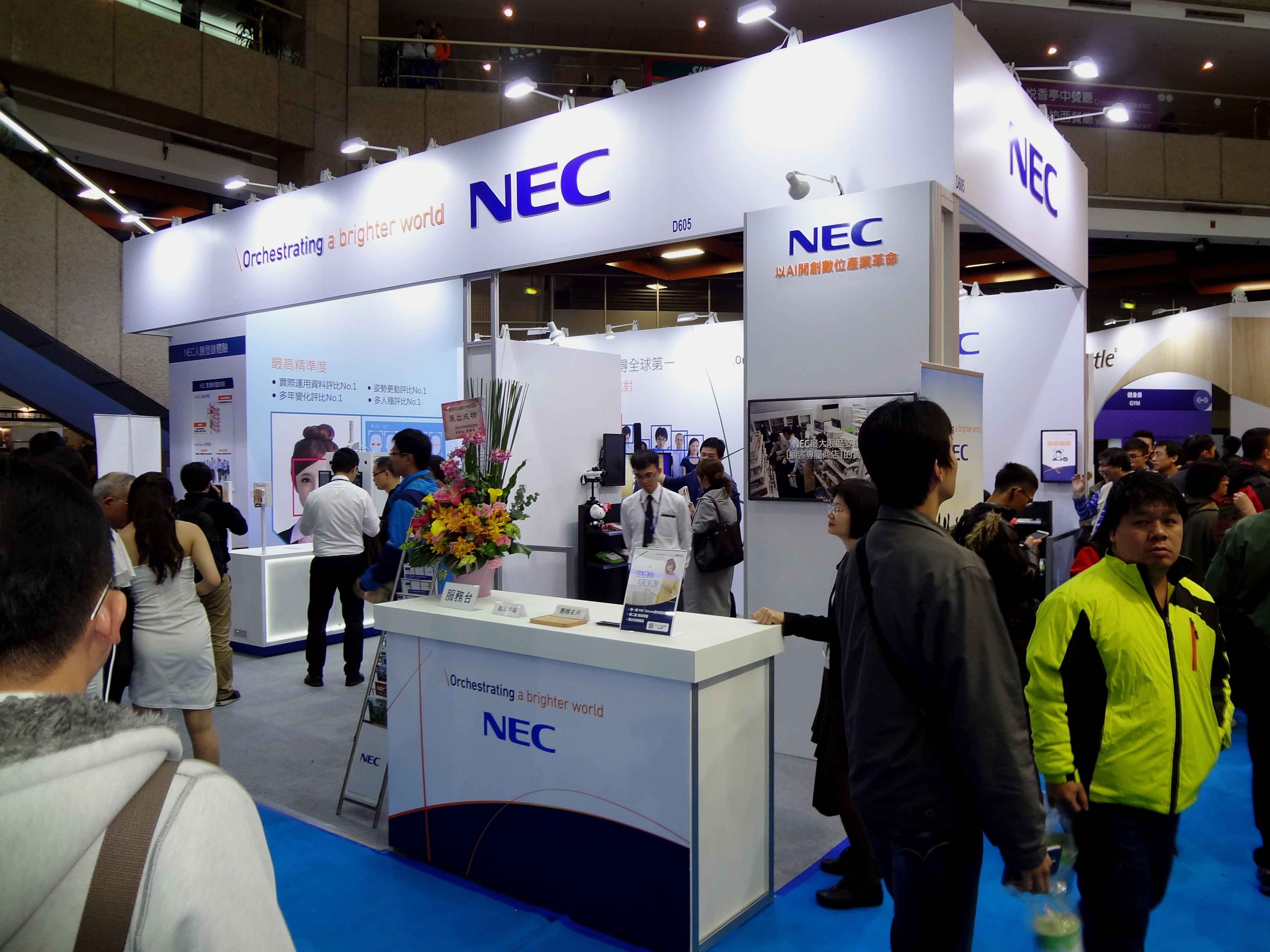
2017年資訊月，台灣恩益禧攤位

- 台灣恩益禧股份有限公司

## 主辦的賽事
- NEC盃(中國)(與中國圍棋協會合辦，1996年開辦，2009年停辦)
- 中日NEC杯冠軍對抗賽(1997年開辦，2001年停辦)
- NEC盃(日本)(1982年開辦至今)
- NEC新秀賽(1997年開辦，2001年停辦)
- NEC輕井澤女子高球賽(1987年到1991年原為東急集團舉辦，1992年之後改為NEC集團舉辦至今)

## 外部連結
- NEC全球官方网站 （页面存档备份，存于）
- NEC日本官方网站 （页面存档备份，存于）
- NEC中国官方网站
- NEC香港官方网站 （页面存档备份，存于）
- NEC台灣官方網站 （页面存档备份，存于）
- YouTube上的NEC Taiwan頻道
- NEC Taiwan的Facebook專頁